# Village of the Branch
Village of the Branch és una població dels Estats Units a l'estat de Nova York. Segons el cens del 2000 tenia 1.895 habitants.

## Demografia
Segons el cens del 2000, Village of the Branch tenia 1.895 habitants, 605 habitatges, i 513 famílies. La densitat de població era de 778,4 habitants per km².
Dels 605 habitatges en un 37,5% hi vivien nens de menys de 18 anys, en un 76,4% hi vivien parelles casades, en un 6,4% dones solteres, i en un 15,2% no eren unitats familiars. En el 13,1% dels habitatges hi vivien persones soles el 5,5% de les quals corresponia a persones de 65 anys o més que vivien soles. El nombre mitjà de persones vivint en cada habitatge era de 2,92 i el nombre mitjà de persones que vivien en cada família era de 3,19.
Per edats la població es repartia de la següent manera: un 23,7% tenia menys de 18 anys, un 5,6% entre 18 i 24, un 26,9% entre 25 i 44, un 27,1% de 45 a 60 i un 16,7% 65 anys o més.
L'edat mediana era de 41 anys. Per cada 100 dones de 18 o més anys hi havia 84,9 homes.
La renda mediana per habitatge era de 83.036 $ i la renda mediana per família de 90.622 $. Els homes tenien una renda mediana de 68.125 $ mentre que les dones 38.125 $. La renda per capita de la població era de 32.416 $. Entorn de l'1,7% de les famílies i el 4,7% de la població estaven per davall del llindar de pobresa.